# Centigon (Unternehmen)
Centigon mit Sitz im französischen Lamballe war ein Unternehmen zur Panzerung im zivilen Fahrzeugbau. Centigon gehörte zur chinesischen Dongfeng Motor Corporation - Gruppe. Die Trasco GmbH in Bremen hat 2011 die Tätigkeit übernommen.

## Geschichte

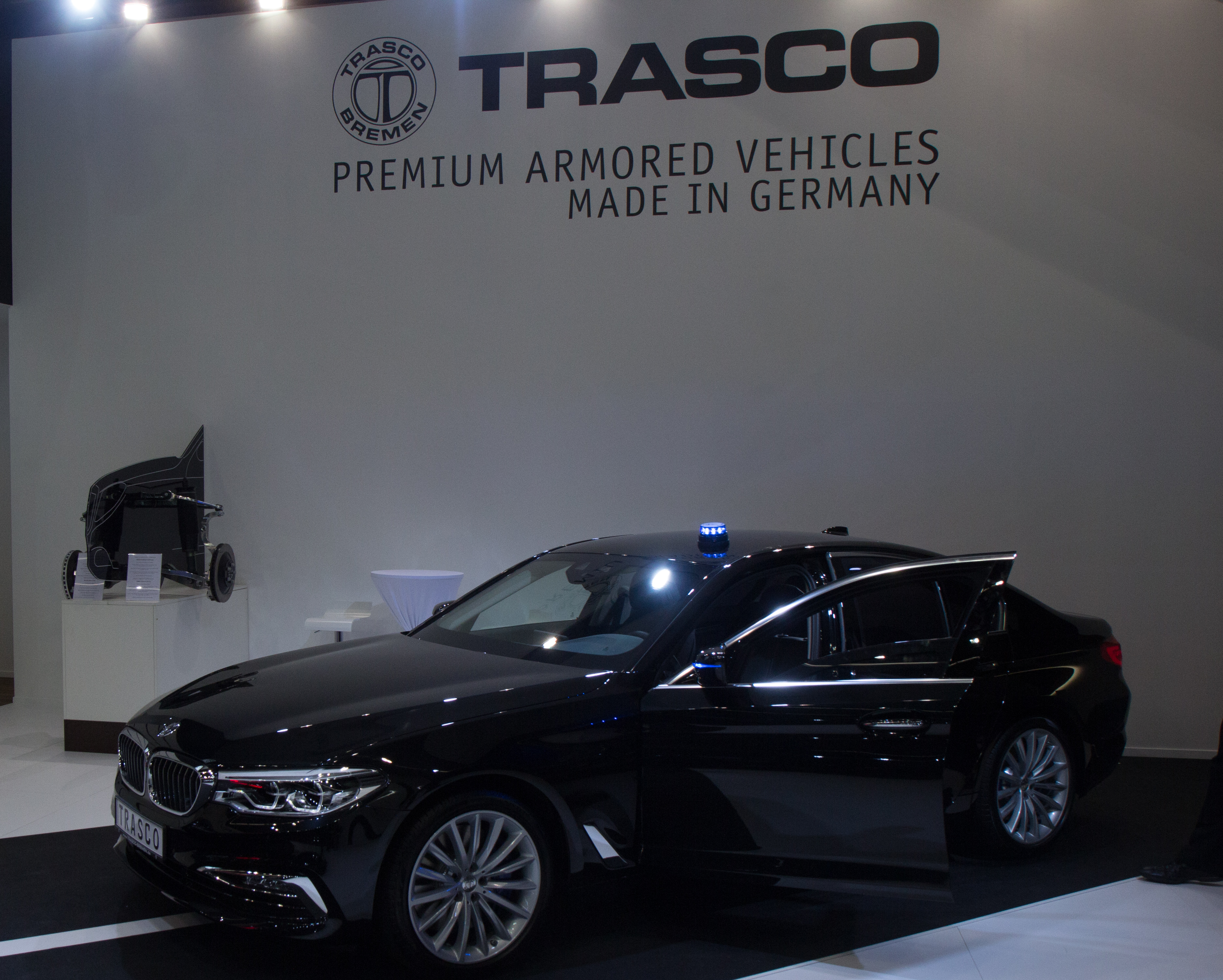
TRASCO auf der IAA 2017

Die Wurzeln reichen zurück bis 1876 als in Fairfield (Ohio) die Spezial-Wagenbaufirma „O’Gara-Hess and Eisenhardt“ gegründet wurde. Diese Firma produzierte 1906 ihr erstes motorisiertes Fahrzeug, und ab 1942 begann die Produktion gepanzerter Fahrzeuge. So wurde bereits nach einigen Jahren ein kugelsicheres Fahrzeug für den US-amerikanischen Präsidenten Harry S Truman entwickelt; 1949 folgte die erste gepanzerte Limousine für den Präsidenten. Von 1948 bis 2001 fuhren alle US-Präsidenten in Fahrzeugen dieser Firma. Außerdem wurden im gleichen Zeitraum diverse US-amerikanische Gouverneure, Militärs und Politiker beliefert. Über sechzig ausländische führende Staatsmänner vertrauten ebenfalls den Produkten der US-Amerikaner.
Die Produktionstiefe reichte dabei von Limousinen und Sportwagen bis hin zu Geldtransportern und Sondereinsatzwagen für Polizei und Sicherheitskräfte. Die Firma wurde deshalb auch Hauptauftragnehmer, als es darum ging, den Humvee für die US-Army zu panzern.
Während der 1990er Jahre expandierte das Unternehmen ins Ausland und eröffnete Niederlassungen in Mexiko, Brasilien, Frankreich, Russland, Kolumbien und auf den Philippinen. Die Firmen bildeten als „Kroll O’Gara Co.“ eine Firmengruppe, welche ab 23. April 2001 von der „Armor Holdings“ (siehe auch ArmorGroup) übernommen wurde und von dieser auch den Namen für die gesamte neue Firmengruppe erhielt. Am 23. August 2001 war der 53-Mio-US-Dollar Deal abgeschlossen.
2005 änderte die Armor Holdings ihren Firmenauftritt und benutzte den Namen Centigon, der bereits ab 1998 von der Niederlassung der Gründungsfirma O’Gara-Hess and Eisenhardt in Kolumbien verwendet worden war.
2007 wurde das Unternehmen von der BAE Systems für 4,1 Mrd. US-Dollar übernommen.
Die BAE entschied sich für eine globale Lösung und gab das Unternehmen bis zum 26. Februar 2008 an die „Carat Duchatelet Holdings“ weiter. Dort wurde Centigon im März 2010 der dritten Sparte des Unternehmens – der Carat Security Group – zugeordnet. 2015 wurde das Unternehmen an Dongfeng veräußert.

## Standorte und Marktstellung
Bereits die Firma Centigon war nach eigenen Angaben der weltweit größte Hersteller von gepanzerten Fahrzeugen und seit über hundert Jahren in der Sicherheitstechnik tätig. Mit einem umfassenden Angebot an Sicherheitslösungen für zivile Personenfahrzeuge – von Geländewagen und Stretchlimousinen über Personenwagen und Geldtransporter – wird der Sicherheitsbedarf von Regierungen, Unternehmen, nichtstaatlichen Organisationen und Privatkunden gedeckt. In acht Produktionsstätten weltweit werden jährlich 1600 gepanzerte Fahrzeuge hergestellt und insgesamt 1000 Mitarbeiter beschäftigt. In Europa werden Produktionsstätten in Frankreich (Lamballe), Belgien (Lüttich) und Deutschland unterhalten.
Allein die beiden Werke in Deutschland und Frankreich rüsteten 2004 zusammen 453 Fahrzeuge um.

### Centigon Germany

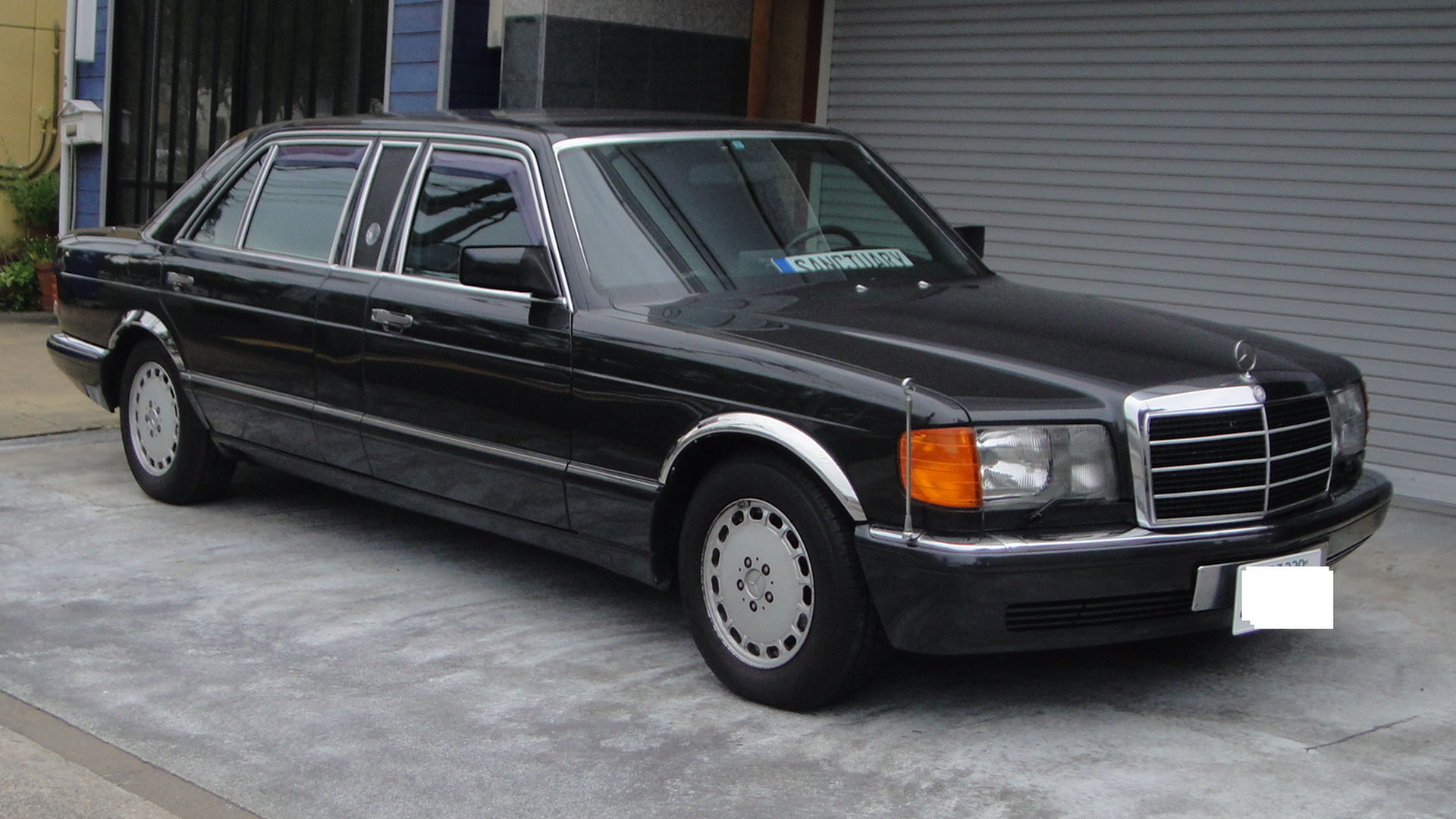
Mercedes-Benz 1000 SEL (W 126) TRASCO

In Deutschland produziert das Unternehmen unter der Firma Centigon Germany GmbH seit 2002. Hintergrund des US-amerikanischen Engagement in Deutschland war die stark gestiegene Nachfrage nach gepanzerten zivilen Fahrzeugen nach den Terroranschlägen am 11. September 2001. Bereits 1999 hatte das Unternehmen das Fahrzeugwerk der deutschen „Trasco GmbH“ in Osterholz-Scharmbeck übernommen.
In Spitzenzeiten wurden dort 320 Mitarbeiter beschäftigt. Die Sonderschutzfahrzeuge der Trasco wurden an Regierungschefs und Wirtschaftsbosse geliefert. Am 19. April 1995 überlebte der spanische Präsident José María Aznar einen Anschlag der ETA in einem von Trasco umgerüsteten Audi A8. Ab 1998 richtete die Firma entsprechende Audi A8 als Dienstwagen für den damaligen deutschen Bundeskanzler Gerhard Schröder her und auch die Fahrzeuge seiner Kabinettskollegen wurden entsprechend gerüstet.
90 % Produktion am Limousinen (jährlich 50 bis 80 Stück) von Trasco gingen – mit Schwerpunkt GUS-Staaten und Mittlerer Osten – ins Ausland.
Nach Übernahme durch Centigon wurden in der deutschen Niederlassung überwiegend Geländewagen produziert, welche insbesondere von den Vereinten Nationen geordert wurden, deren Mitarbeiter u. a. in Afghanistan im Einsatz standen.
Nach Einbruch des sogenannten Sonderschutzmarktes waren die Produktionskapazitäten in Osterholz-Scharmbeck nicht mehr ausgelastet. Das Werk wurde aufgegeben und der Betrieb 2010 in die benachbarte Hansestadt Bremen in den Ortsteil Mahndorf verlegt. Am Standort in Bremen sind 110 Mitarbeiter tätig.
Im November 2010 wurde im Bremer Werk die Kurzarbeit eingeführt. Im Februar 2011 hat die Centigon Germany GmbH einen Insolvenzantrag gestellt.
In der Folge des Insolvenzverfahrens würde das Unternehmen verkauft und operiert seither wieder unter dem Namen Trasco.